# Dystrykt Ntcheu
Ntcheu – jeden z 28 dystryktów Malawi, położony w Regionie Centralnym. Stolicą dystryktu jest miasto Ntcheu.

## Sąsiednie dystrykty
- Dedza – północ
- Balaka, Mangochi – wschód
- Mwanza – południe